# Jakrama taeniata
Jakrama taeniata är en insektsart som beskrevs av Young 1977. Jakrama taeniata ingår i släktet Jakrama och familjen dvärgstritar. Inga underarter finns listade i Catalogue of Life.